# 11月1日
11月1日（じゅういちがつついたち）は、グレゴリオ暦で年始から305日目（閏年では306日目）にあたり、年末まであと60日ある。

## できごと

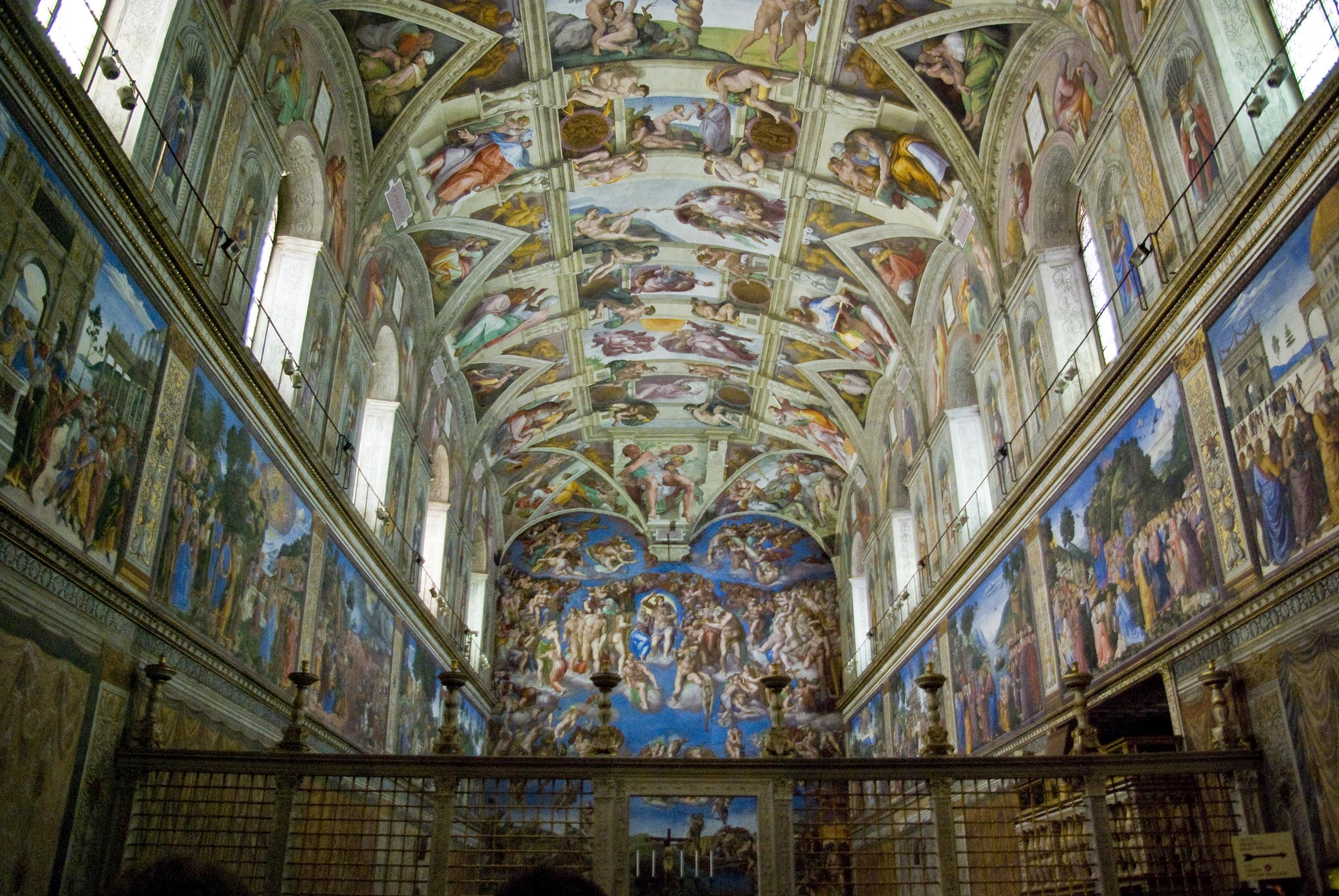
システィーナ礼拝堂の天井画公開(1512年)。1508年から足掛け4年ほどかかった

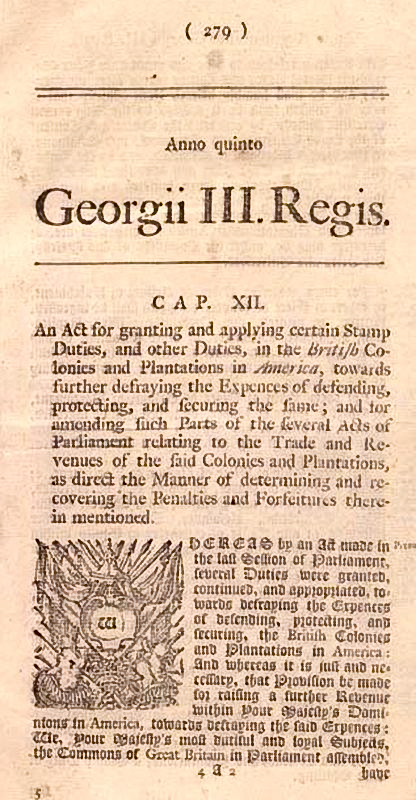
イギリスによるアメリカ植民地への印紙税(1765)。アメリカ独立戦争の一因。

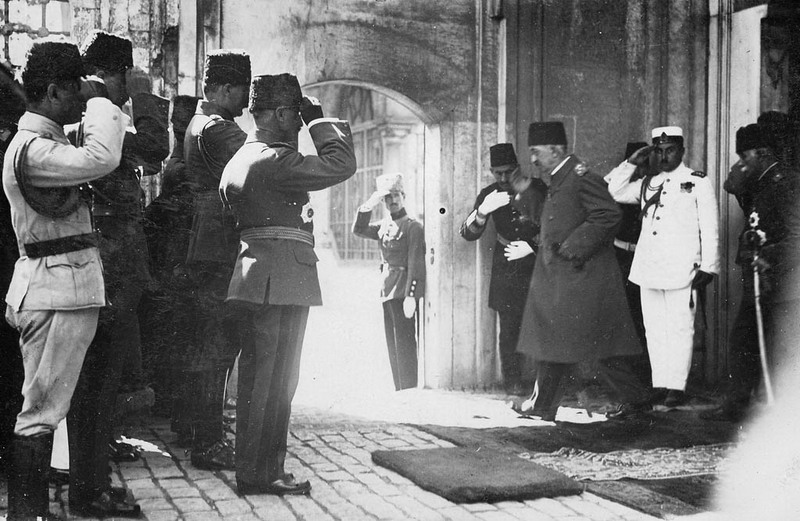
トルコ、スルタン制の廃止(1922)。ドルマバフチェ宮殿を去るメフメト6世

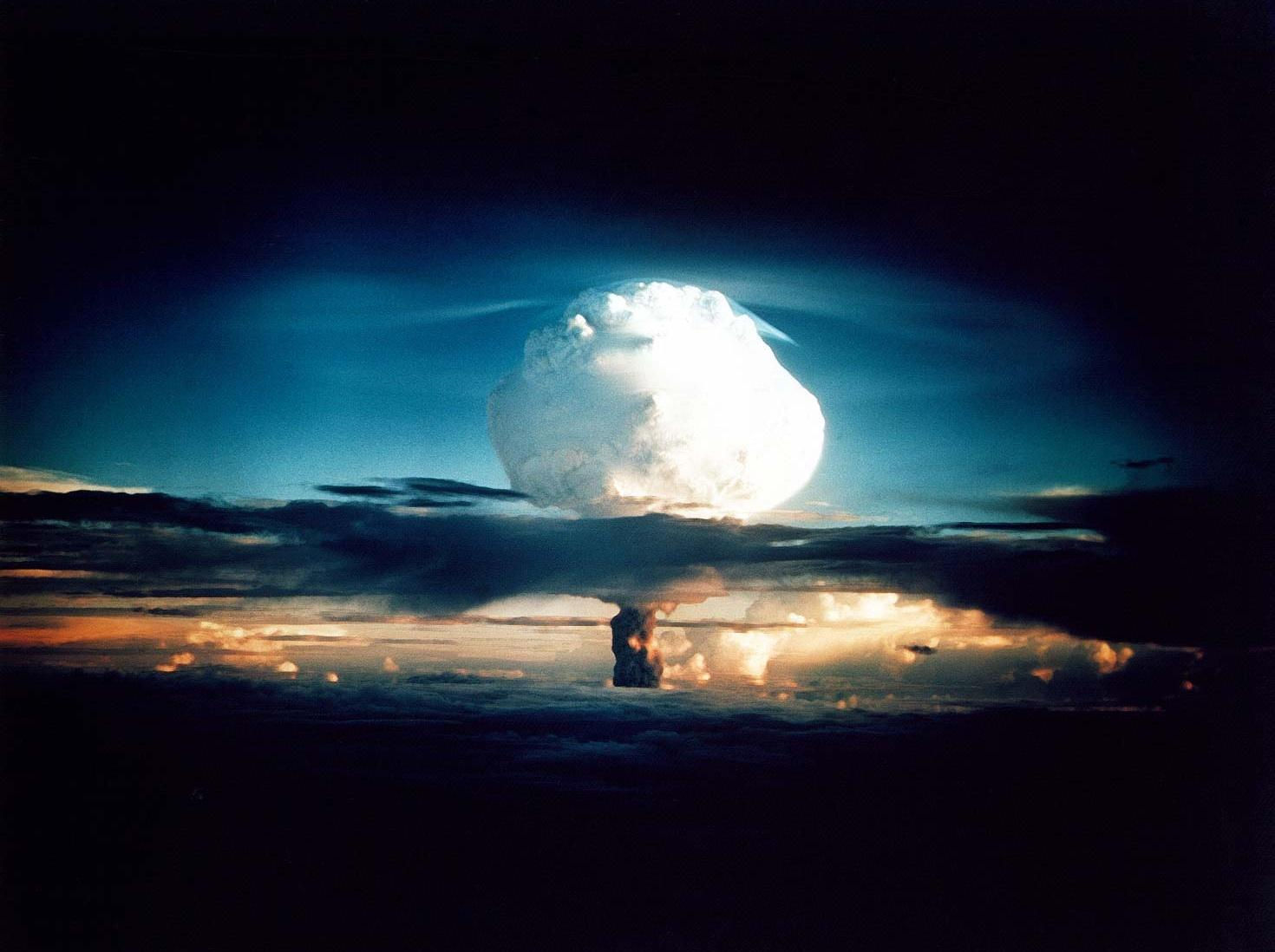
アイビー作戦(1952)。目標のエルゲラブ島が完全に破壊される。

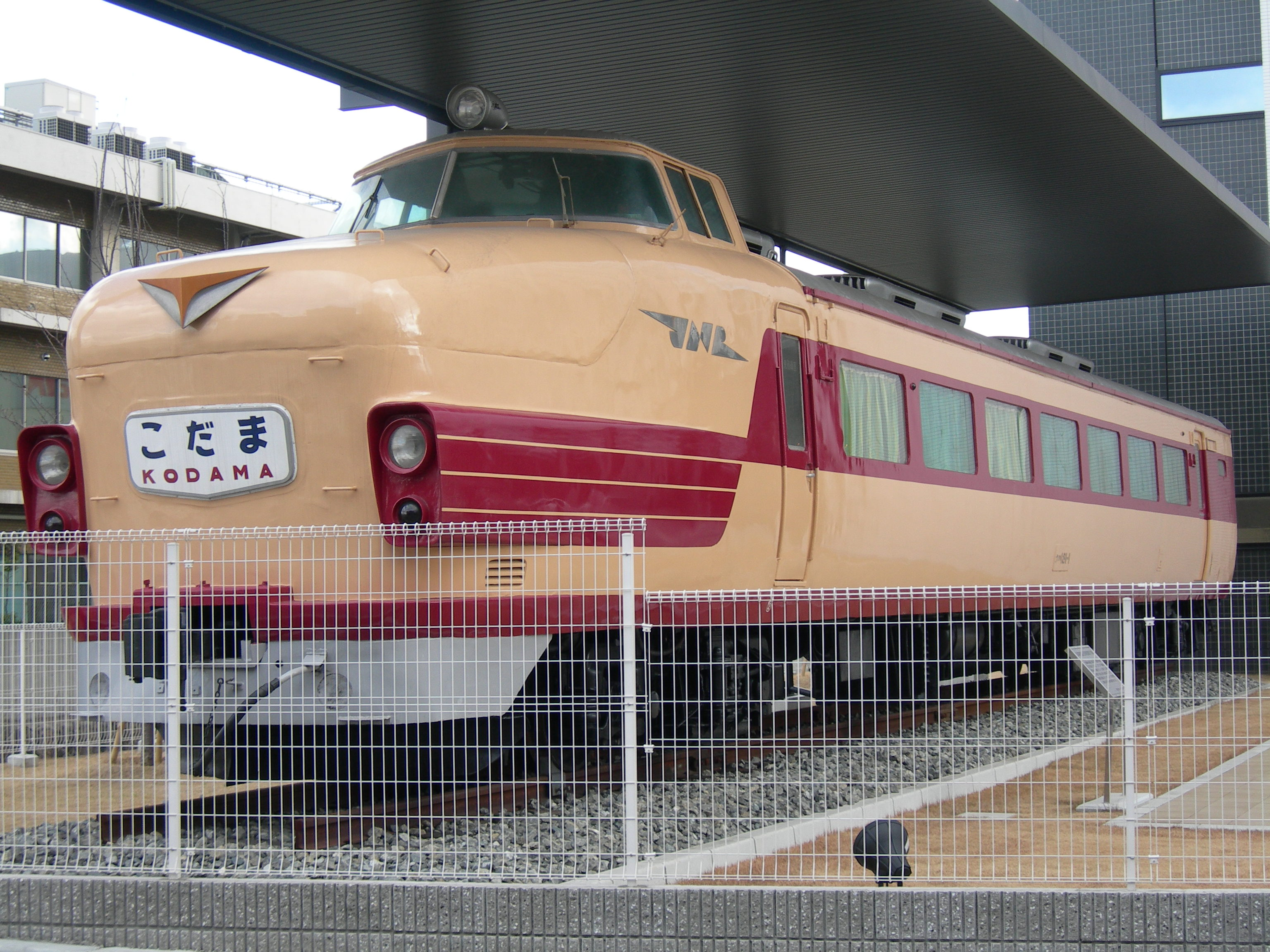
電車特急「こだま」運転開始(1958)。画像は当時使用されていた151系電車。

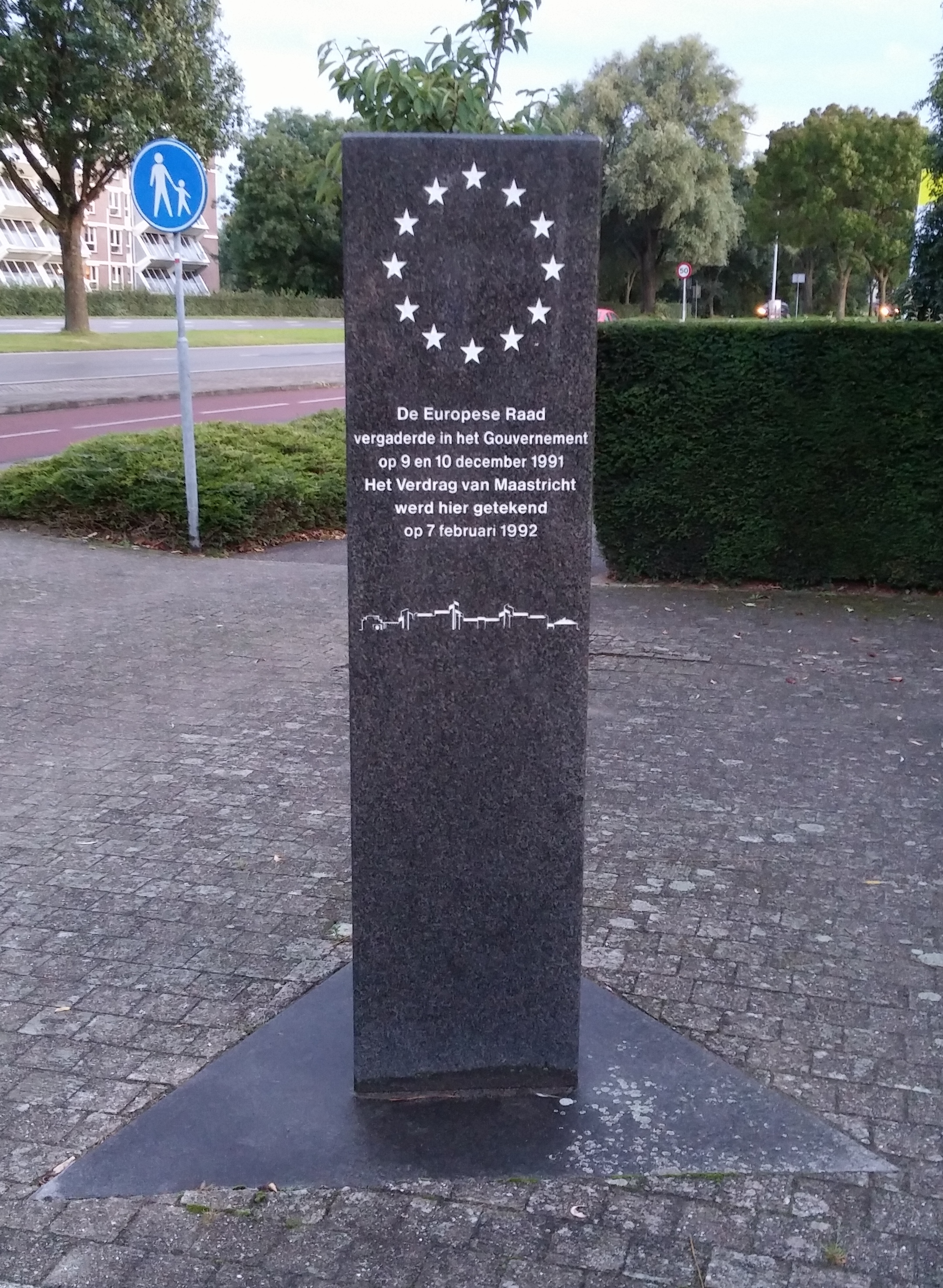
マーストリヒト条約発効(1993)。欧州連合 (EU) が正式発足。画像はオランダのリンブルフ州政府庁舎の入り口前にあるマーストリヒト条約調印を記念した石碑。

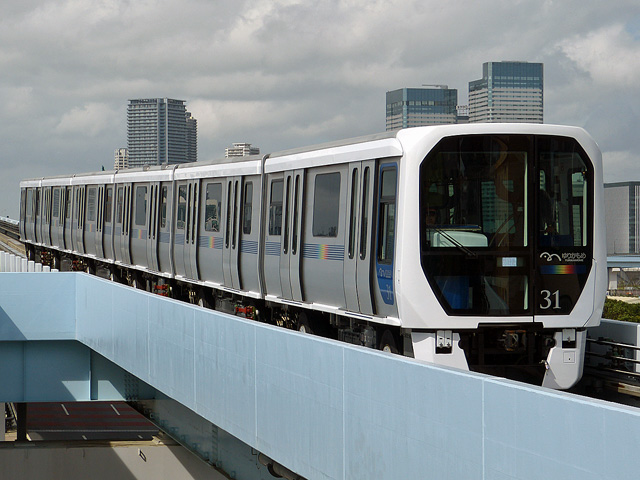
ゆりかもめ開通(1995)。

- 1512年 - ミケランジェロによるシスティーナ礼拝堂の天井画が公開される。
- 1587年（天正15年10月1日）- 北野天満宮で豊臣秀吉主催の茶会北野大茶湯が行われる。
- 1604年 - ウィリアム・シェイクスピアの『オセロ』がロンドンにて初演。
- 1611年 - ウィリアム・シェイクスピアの『テンペスト』がロンドンにて初演。
- 1612年（ユリウス暦10月22日） - ロシア・ポーランド戦争: ドミトリー・ポジャルスキー率いるロシア国民軍が、ポーランド軍が占領するモスクワを解放（動乱時代）。
- 1755年 - ポルトガルでリスボン大地震が発生。津波と火災による死者10万人。
- 1765年 - イギリス議会が北米の植民地13州に対する印紙条例を可決。北米駐在のイギリス軍の費用調達のため。
- 1790年 - エドマンド・バークが『フランス革命の省察』を出版。同書中でフランス革命が失敗に終わることを予言。
- 1800年 - 米大統領ジョン・アダムズが大統領官邸（後のホワイトハウス）に入居。
- 1805年 - ナポレオン戦争・1805年オーストリア戦役: ナポレオン軍がオーストリアに侵攻。
- 1873年 - 東京・神田川の万世橋が竣工。
- 1880年 - 官設鉄道の全列車で日本人運転士が乗務開始。
- 1890年 - 石川倉次の日本語の6点式点字が正式に採用される（点字の日）。
- 1892年 - 黒岩涙香が『萬朝報』を創刊。
- 1894年（ユリウス暦10月20日） - ニコライ2世が帝政ロシア皇帝位を継承。
- 1894年 - 『ビルボード』誌の前身、『ビルボード・アドバタイジング』が創刊。
- 1897年 - 東武鉄道創立。
- 1911年 - 朝鮮・満洲国境の鴨緑江に鴨緑江橋梁が開通。京義線と満鉄安奉線が接続される。
- 1913年 - 常総鉄道（現関東鉄道常総線）取手駅 - 下館駅間開業。
- 1914年 - 第一次世界大戦:コロネル沖海戦。
- 1914年 - 岩越線（現在の磐越西線）・郡山 - 新津が全通。東北本線・磐越西線経由で上野 - 新潟の直通運転を開始。
- 1916年 - 第一次世界大戦: 第九次イゾンツォの戦い。
- 1920年 - 明治神宮創建。鎮座祭に群衆が殺到し、死傷者38人が生じる事故も発生[1]。
- 1922年 - トルコ革命: トルコで大国民議会がスルタン制の廃止を宣言。オスマン帝国が滅亡。
- 1925年 - 神田 - 上野の高架線路が開通し、山手線が環状運転を開始。
- 1928年 - トルコで、ラテン文字による現行のトルコ語表記法（トルコ語アルファベット）の使用が開始される。それまではアラビア文字を用いていた。
- 1928年 - ラジオ体操が放送開始。
- 1930年 - 日比谷交差点に国内初の自動交通信号が登場(米国製)。
- 1930年 - 名古屋市で市営電気バス登場。
- 1934年 - 南満洲鉄道が特急列車「あじあ」の運行を開始。
- 1935年 - 汪兆銘狙撃事件。
- 1935年 - 思想犯保護観察法に基づき、全国15カ所に保護観察所および保護観察所出張所が設置される。以後、思想犯保護の名目[2]で言論弾圧が進められた。
- 1938年 - アメリカ合衆国の人気競走馬シービスケット対ウォーアドミラルのマッチレースが行われる。
- 1939年 - 中勢鉄道（三重県）の列車（ガソリンカー）が脱線転覆する事故。死者2人、負傷者多数[3]。
- 1939年 - 新潟県阿賀野川河口付近で渡し船が沈没、乗客ら30人が死亡[4]。
- 1940年 - 日本海軍の戦艦「武蔵」が進水。
- 1940年 - 日本統治下の南洋群島で南洋神社の鎮座式。
- 1942年 - 日本工業新聞など西日本（愛知県以西）の産業経済紙数社が合同して産業経済新聞（現・産経新聞）が発刊。
- 1943年 - 逓信省・鉄道省・商工省・企画院を廃止し、運輸通信省・軍需省・農商省を設置。
- 1943年 - 節米を目的に全国主要駅の駅弁が一斉に芋弁当に切り替わる[5]。
- 1945年 - 朝鮮労働党の機関紙『労働新聞』が創刊。
- 1945年 - オーストラリアが国際連合に加盟。
- 1945年 - 日比谷公園にて餓死対策国民大会が開催。
- 1946年 - 京都・大阪で第1回国民体育大会秋季大会が開幕。
- 1949年 - 日本で、道路交通取締法改正により、歩行者は右側、車は左側の対面交通に。
- 1950年 - プエルトリコの国家主義者2人によりハリー・S・トルーマン米大統領の暗殺未遂。
- 1950年 - ローマ教皇ピウス12世が教皇不可謬権を行使して聖母の被昇天を正式にカトリックの教義として宣言。
- 1952年 - アイビー作戦: アメリカ合衆国がマーシャル諸島エニウェトク環礁で人類初の水爆実験。
- 1952年 - ラジオ静岡（現：静岡放送）開局。
- 1954年 - アルジェリア民族解放戦線が一斉蜂起。アルジェリア戦争が始まる。
- 1955年 - ユナイテッド航空629便爆破事件。
- 1955年 - 北海道赤平市の茂尻炭鉱でガス爆発事故。死者71人[6]。
- 1957年 - アメリカミシガン州のマキナック橋が完成。
- 1958年 - 東海道本線東京駅 - 大阪駅間で、国鉄初の電車特急「こだま」が運転開始。
- 1958年 - 静岡放送テレビジョン本放送を開始。
- 1959年 - 国民年金法施行。
- 1959年 - 琉球(アメリカ施政下の沖縄)初のテレビ局・沖縄テレビ放送 (OTV) 開局。
- 1959年 - アイスホッケー試合中に顔面を負傷したゴールテンダー、ジャック・プランテ（英語版）がマスクを装着して試合を続行。ホッケーマスクの始まり。
- 1961年 - 国立国会図書館東京本館が開館。
- 1963年 - 南ベトナム大統領ゴ・ディン・ジエムが軍部のクーデターにより暗殺（英語版）される（1963年ベトナム共和国の軍事クーデター）。
- 1963年 - プエルトリコに世界最大の電波望遠鏡・アレシボ天文台が開設。
- 1963年 - 従来の聖徳太子の肖像から伊藤博文にデザインを変更した新千円札（C号券）を発行。
- 1965年 - 国鉄がダイヤ改正実施。
- 1966年 - 国立劇場が開場。
- 1967年 - 東急百貨店本店（渋谷区道玄坂）開店。
- 1967年 - 八郎潟干拓地への入植開始。
- 1968年 - 米国映画業協会によるアメリカでの映画のレイティングシステムが開始。
- 1968年 - テレビ静岡が開局。
- 1969年 - 日本銀行券C号500円(岩倉新500円)が発行。
- 1971年 - 『テレビマガジン』創刊号発売。
- 1973年 - 第一次オイルショック: トイレットペーパー騒動が発生。
- 1973年 - 日本科学技術振興財団のテレビ事業本部を引き継ぐ形で、東京12チャンネル（現在のテレビ東京）が発足。
- 1973年 - 日本教育テレビ（NETテレビ。現在のテレビ朝日）が教育専門局から一般総合局に移行。
- 1973年 - 読売ジャイアンツが日本シリーズで南海ホークスを破り、史上初の9年連続日本一を達成。
- 1974年 - 気象庁のアメダスが運用開始。
- 1979年 - 流山市立流山北小学校が設立。
- 1981年 - アンティグア・バーブーダがイギリスから独立。
- 1984年 - 日本の新紙幣（D号券）が発行開始。一万円札は福沢諭吉、五千円札は新渡戸稲造、千円札は夏目漱石の肖像。
- 1986年 - 国鉄最後となる大規模ダイヤ改正。
- 1987年 - 10年間開催が休止されていたF1日本グランプリが開催場所を鈴鹿サーキットに移して復活。
- 1992年 - ソニーがMDプレーヤー1号機、MZ-1を発売。
- 1993年 - マーストリヒト条約が発効し、欧州共同体 (EC) を元に欧州連合 (EU) が正式発足。
- 1995年 - 食糧管理法廃止。米の生産・流通・販売が自由化。
- 1995年 - ゆりかもめ（東京臨海新交通臨海線）の新橋駅（仮駅） - 有明駅間が開業。
- 1995年 - 東京メトロポリタンテレビジョン (TOKYO MX) 開局。
- 1995年 - V6がMUSIC FOR THE PEOPLEでCDデビュー。
- 1998年 - 欧州人権裁判所が常置化される。
- 2000年 - 新ユーゴが国際連合に加盟。後に代表権はセルビア・モンテネグロ、セルビアが継承。
- 2002年 - 軽自動車の字光式ナンバーの払い出しが全国で始まる。
- 2004年 - 日本の新紙幣（E号券）が発行開始。一万円札はD号券に引き続き福沢諭吉、五千円札は樋口一葉、千円札は野口英世の肖像。
- 2005年 - 元F1ドライバー鈴木亜久里が、2006年からスーパーアグリF1チームとして参戦する予定であることを発表した。
- 2006年 - 国際自由労働組合総連盟（国際自由労連）と国際労連が合併、国際労働組合総連合 (ITUC) を結成。
- 2007年 - 改正少年法が施行。少年院送致の対象年齢が「14歳以上」から「おおむね12歳以上」へ引き下げられる。
- 2007年 - 中日ドラゴンズが53年ぶりの日本一を達成。この試合で山井大介と岩瀬仁紀の継投による完全試合となる（2007年日本シリーズ完全試合リレー）。
- 2007年 - Folding@homeが1PFLOPS超えにより、世界一強力な分散コンピューティングネットワークとして、ギネスに認定されたと報じられる。
- 2008年 - 任天堂の携帯型ゲーム機、ニンテンドーDSiが日本国内で発売。
- 2009年 - 世界金融危機: アメリカのCITグループが連邦倒産法第11章の適用を申請して破綻。
- 2009年 - アラブ首長国連邦のアブダビでF1レースのアブダビグランプリが初開催。
- 2009年 - ソニー・コンピュータエンタテインメントが日本でPlayStation Portable goを発売。
- 2014年 - この日をもってインドがカルナータカ州の州都バンガロール（英語のBangalore）の都市名のベンガルール（カンナダ語: ಬೆಂಗಳೂರು）への改称を認可[7]。
- 2017年 - 日本で第195特別国会が召集され[8]、第48回衆議院議員総選挙で当選した465名が正式に衆議院議員に就任。第4次安倍内閣も発足[9]。
- 2021年 - 日本で3代目となる500円硬貨（バイカラークラッド貨幣）が発行開始。素材のバイメタル技術に、縁の異形斜めギザ、表面の一部に微細文字を施し、偽造抵抗力をより強化した。
- 2021年 - V6がこの日行われたコンサートツアーのファイナル公演をもって解散。26年の活動に終止符を打つ。

## 誕生日

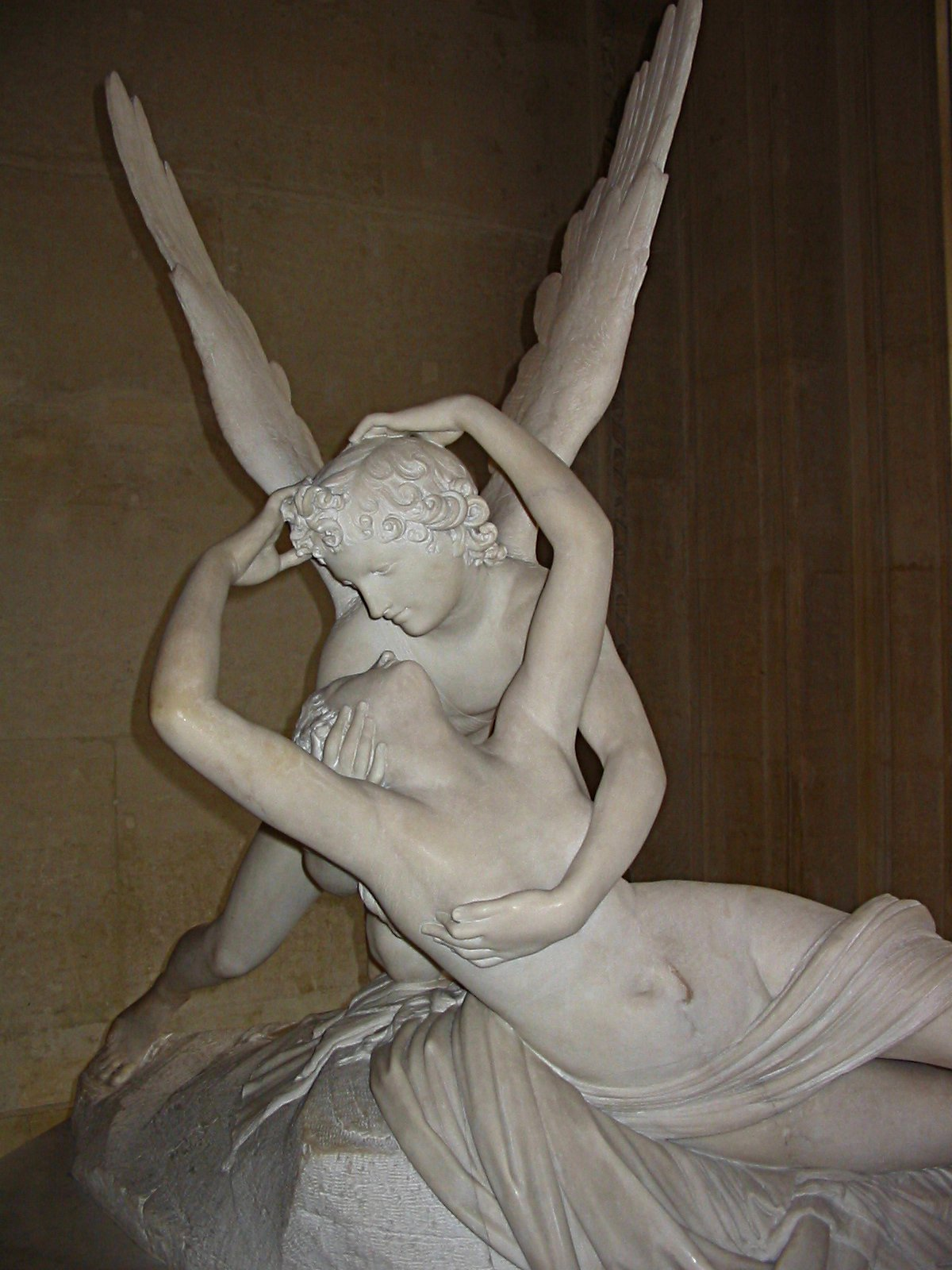
イタリア新古典主義を代表する彫刻家、アントニオ・カノーヴァ(1757-1822)誕生。画像は『アモルの接吻で蘇るプシュケ』(1777)

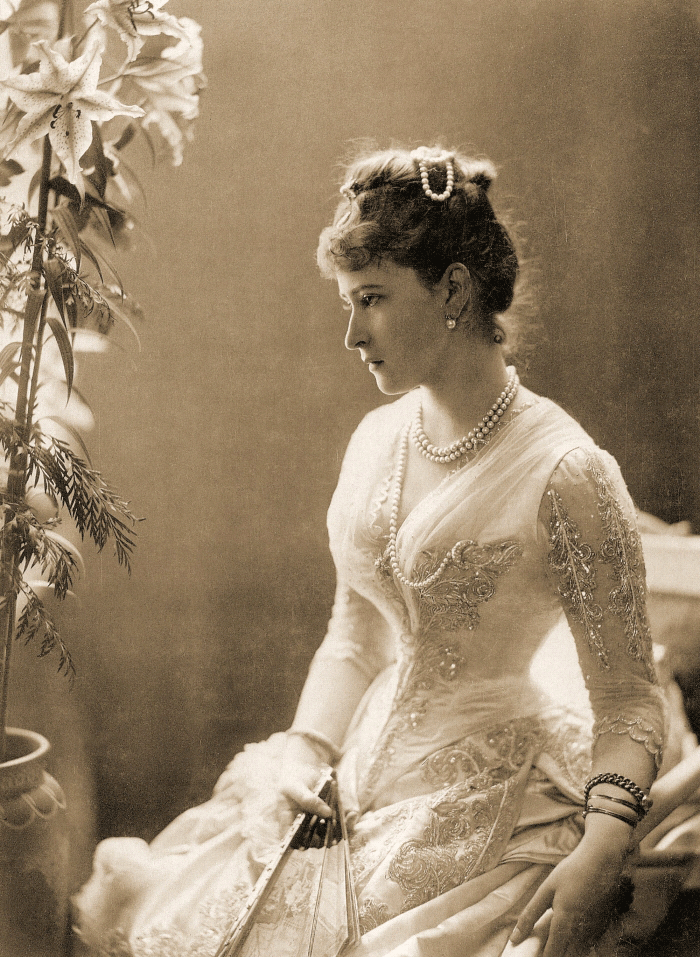
ロシア大公妃、新致命者、エリザヴェータ・フョードロヴナ(1864〜1918)誕生

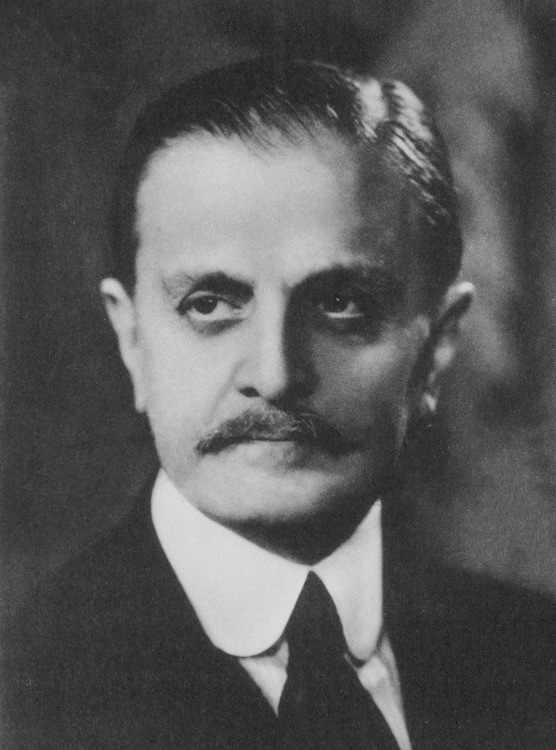
チャコ戦争の調停でノーベル平和賞を受賞したアルゼンチンの学者にして政治家、カルロス・サアベドラ・ラマス(1878-1959)誕生

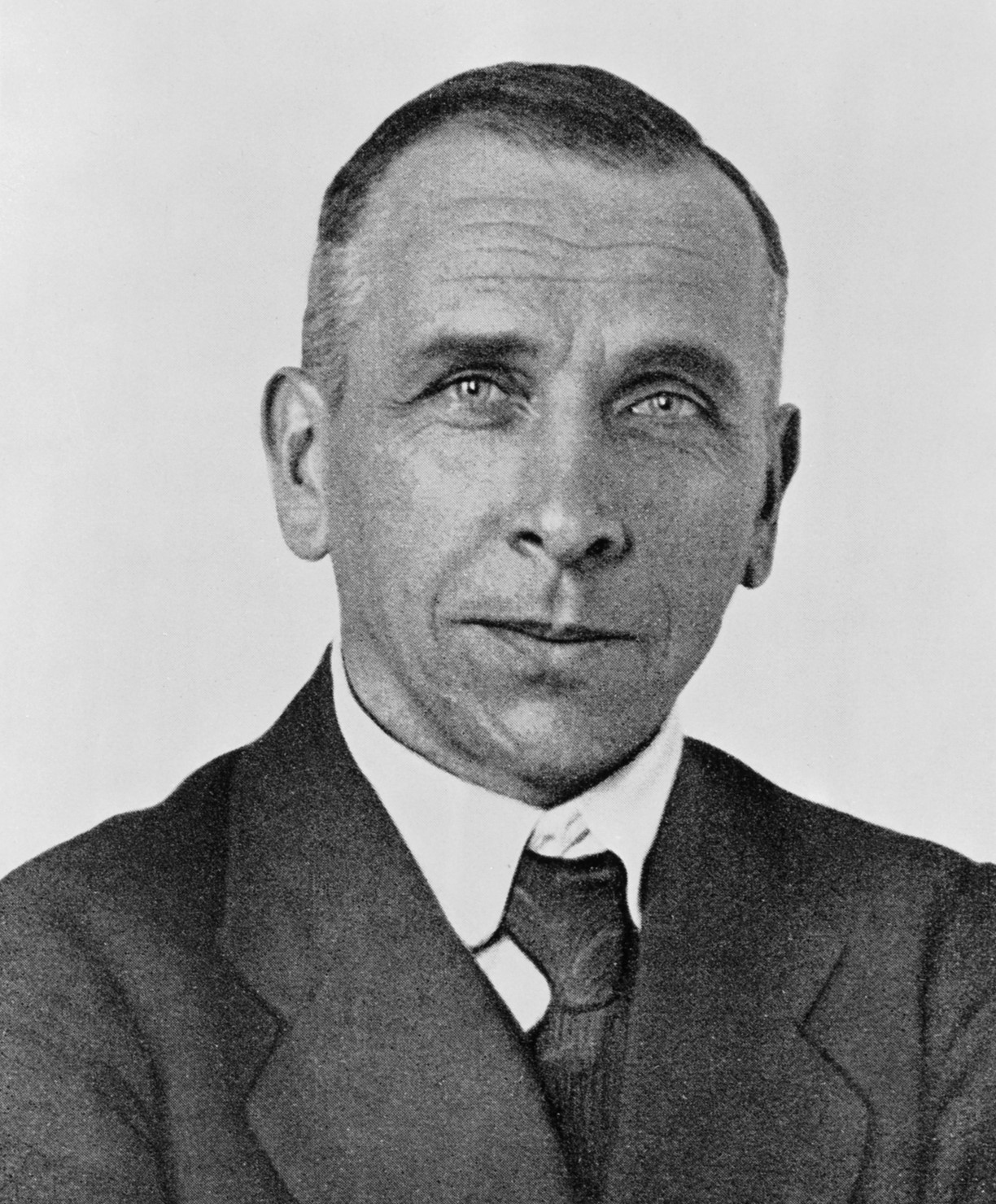
大陸移動説を提唱したドイツの気象学者、アルフレート・ヴェーゲナー(1880-1930)誕生

- 1287年 - ナスル、ナスル朝スルターン（+ 1322年）
- 1596年 - ピエトロ・ダ・コルトーナ、画家、建築家（+ 1669年）
- 1757年 - アントニオ・カノーヴァ、彫刻家（+ 1822年）
- 1761年 - スペンサー・パーシヴァル、政治家、イギリス首相（+ 1812年）
- 1778年 - グスタフ4世アドルフ、スウェーデン王（+ 1837年）
- 1782年 - ゴドリッチ子爵フレデリック・ジョン・ロビンソン、政治家、イギリス首相（+ 1859年）
- 1852年（嘉永5年9月20日） - 本因坊秀栄、囲碁棋士（+ 1907年）
- 1858年 - ジョセフ・ティレル、地質学者、古生物学者（+ 1957年）
- 1864年 - エリザヴェータ・フョードロヴナ、ロシア大公妃、新致命者（+ 1918年）
- 1871年 - スティーヴン・クレイン、小説家、詩人（+ 1900年）
- 1878年 - カルロス・サアベドラ・ラマス、政治家、学者、ノーベル平和賞受賞者（+ 1959年）
- 1880年 - アルフレート・ヴェーゲナー、気象学者（+ 1930年）
- 1880年 - ショーレム・アッシュ、作家（+ 1957年）
- 1886年 - 萩原朔太郎、詩人（+ 1942年）
- 1886年 - ヘルマン・ブロッホ、小説家、劇作家、評論家（+ 1951年）
- 1889年 - ハンナ・ヘッヒ、ダダイスト（+ 1978年）
- 1891年 - ヤン・ムカジョフスキー、美学者、文学者、言語学者（+ 1975年）
- 1895年 - 池田遙邨、画家（+ 1988年）
- 1896年 - 石本秀一、元プロ野球監督（+ 1982年）
- 1896年 - エドマンド・ブランデン、詩人（+ 1974年）
- 1902年 - オイゲン・ヨッフム、指揮者（+ 1987年）
- 1903年 - ジャン・タルデュー、詩人、劇作家（+ 1995年）
- 1903年 - ドン・ロビー、レコード会社経営者、音楽プロデューサー（+ 1975年）

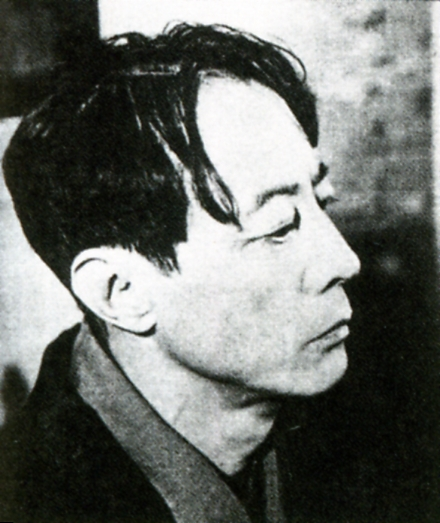
日本の口語自由詩を確立した詩人、萩原朔太郎(1886-1942)誕生

- 日本の口語自由詩を確立した詩人、萩原朔太郎(1886-1942)誕生1906年 - 西園寺公一、政治家（+ 1993年）
- 1913年 - 戸田吉蔵、プロ野球選手（+ 1986年）
- 1913年 - 三浦淳史、音楽評論家（+1997年）
- 1917年 - エーリッヒ・ルドルファー、ドイツ空軍のエース・パイロット（+ 2016年）
- 1919年 - 佐治敬三、サントリー元会長（+ 1999年）
- 1923年 - ビクトリア・デ・ロス・アンヘレス、ソプラノ歌手（+ 2005年）
- 1924年 - 太田美實、医師、馬主（+ 2015年）
- 1924年 - スュレイマン・デミレル、政治家、トルコ首相、大統領（+ 2015年）
- 1924年 - バジル・バーンステイン、社会学者、言語学者（+ 2000年）
- 1927年 - 島美弥子、女優、声優
- 1927年 - ビクター・ペロット (Victor Pellot)、元プロ野球選手（+ 2005年）
- 1931年 - いかりや長介、お笑いタレント（ザ・ドリフターズ）、俳優（+ 2004年）
- 1931年 - 大村崑、俳優
- 1931年 - 菊池俊輔、作曲家（+ 2021年）
- 1932年 - 伊藤四郎、元プロ野球選手（+ 2011年）
- 1932年 - 大神武俊、元プロ野球選手（+ 2003年）
- 1935年 - エドワード・サイード、文学研究者（+ 2003年）

著書『オリエンタリズム』でポストコロニアル理論を打ち立てたパレスチナ系アメリカ人の文学批評家、エドワード・サイード(1935-2003)誕生

- 著書『オリエンタリズム』でポストコロニアル理論を打ち立てたパレスチナ系アメリカ人の文学批評家、エドワード・サイード(1935-2003)誕生1935年 - ゲーリー・プレーヤー、ゴルファー
- 1935年 - 水原弘、歌手（+ 1978年）
- 1935年 - アンジェイ・チャイコフスキ、ピアニスト、作曲家（+ 1982年）
- 1936年 - 亀井静香、政治家
- 1936年 - 服部克久、作曲家、編曲家（+ 2020年）
- 1937年 - 広島尚保、元プロ野球選手
- 1937年 - 土井豊、元プロ野球選手
- 1937年 - 牧野圭一、漫画家（+ 2022年）
- 1937年 - 赤井勝利、元プロ野球選手
- 1941年 - 目片信、政治家（+ 2020年）
- 1943年 - 逢坂剛、推理作家
- 1943年 - サルヴァトール・アダモ、作曲家、歌手イタリア出身のベルギー人歌手、サルヴァトール・アダモ(1943-)誕生。代表曲『雪が降る』は日本でもヒットした

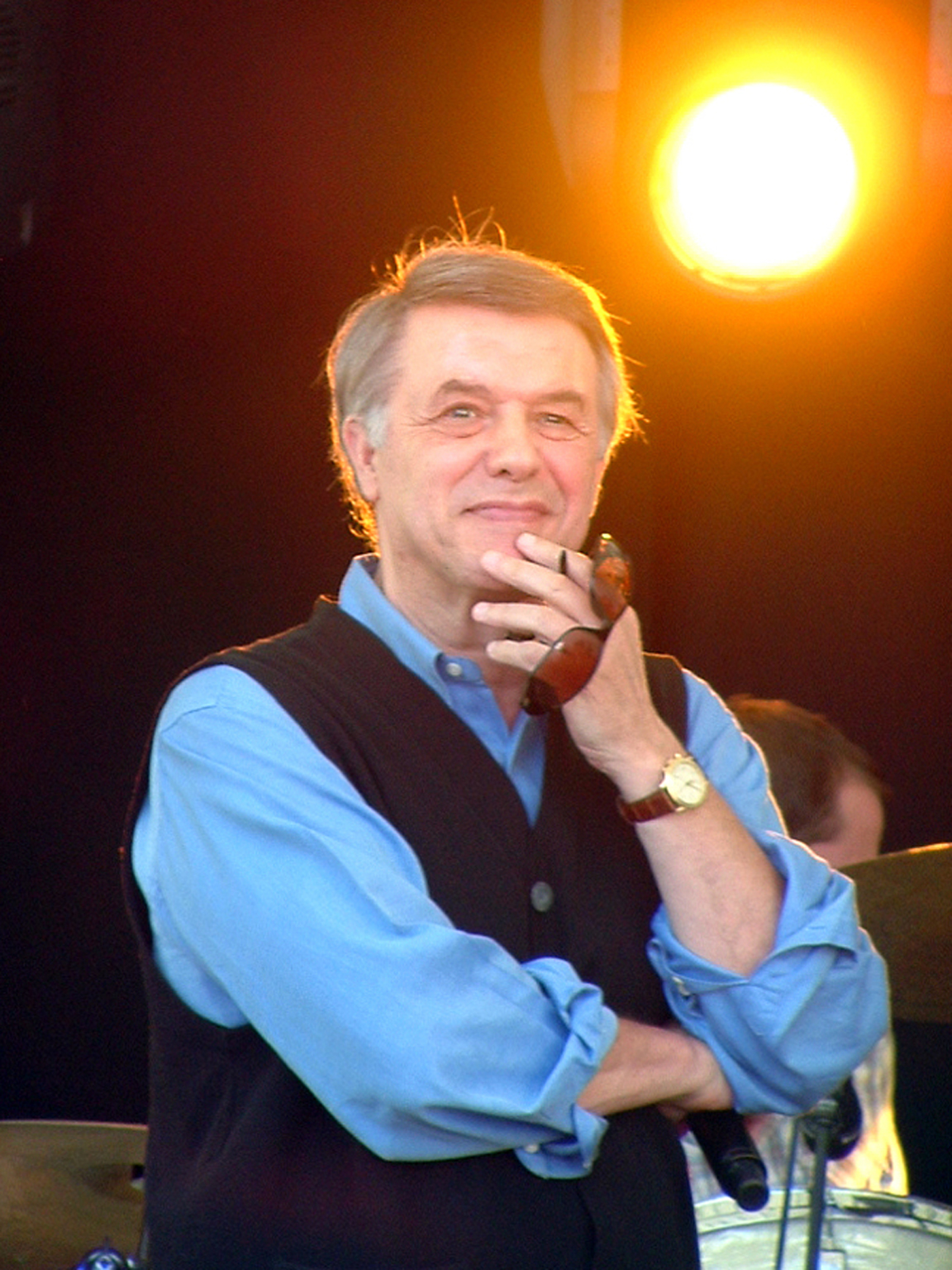
イタリア出身のベルギー人歌手、サルヴァトール・アダモ(1943-)誕生。代表曲『雪が降る』は日本でもヒットした

- 1943年 - ジャック・アタリ、経済学者、政治顧問
- 1944年 - 池田隆一、政治家
- 1945年 - 矢吹健、歌手（+ 2015年）
- 1945年 - 𨂊池均、プロ野球審判員（+ 2008年）
- 1947年 - 一ノ瀬泰造、写真家（+ 1973年）
- 1947年 - 廣重毅、空手家（+ 2018年）
- 1949年 - 上林成行、元プロ野球選手
- 1950年 - 西口久美子、歌手、女優、タレント（元青い三角定規）
- 1950年 - ミッチ・ケイパー、実業家、プログラマ
- 1950年 - 越阪部豊、元プロ野球選手
- 1951年 - 今陽子、歌手、女優
- 1951年 - 千野秀一、キーボード奏者、作曲家
- 1951年 - 桂春若、落語家
- 1952年 - 島本講平、元プロ野球選手
- 1952年 - 九十九一、お笑い芸人、俳優、脚本家
- 1953年 - 阿川佐和子、エッセイスト、タレント
- 1953年 - ジーン・ダットサン、元プロ野球選手
- 1953年 - 石丸謙二郎、俳優
- 1953年 - ボー・ジョック、アコーディオン奏者、歌手（+ 1999年）
- 1954年 - 深澤祐二、実業家
- 1956年 - ラルフ・イーザウ、ファンタジー作家
- 1956年 - 今井譲二、元プロ野球選手
- 1956年 - 松田浩平、心理学者
- 1958年 - ジョン・カビラ、タレント
- 1959年 - 原えりこ、声優
- 1959年 - 田城郁、政治家
- 1959年 - 奥谷彰男、サッカー審判員
- 1960年 - ティム・クック、実業家
- 1960年 - フェルナンド・バレンズエラ、元プロ野球選手（+ 2024年）
- 1960年 - 国本武春、浪曲師（+ 2015年）
- 1961年 - 前田浩、俳優、スーツアクター
- 1961年 - 中村弘道、元プロ野球選手
- 1961年 - アン・ドノバン、バスケットボール選手、指導者
- 1962年 - アンソニー・キーディス、ミュージシャン（レッド・ホット・チリ・ペッパーズ）
- 1962年 - マグネ・フルホルメン、ミュージシャン（a-ha）
- 1962年 - みやすのんき、漫画家
- 1963年 - かの香織、ミュージシャン
- 1963年 - リック・アレン、ドラマー（デフ・レパード）
- 1963年 - 荒多惠子、写真家
- 1964年 - 西原理恵子、漫画家
- 1965年 - IKUZONE、ミュージシャン（Dragon Ash）（+ 2012年）
- 1966年 - 山口貴由、漫画家
- 1966年 - インゴ・シュトイアー、フィギュアスケート選手
- 1968年 - 河本栄得、お笑い芸人（ベイブルース）（+ 1994年）
- 1970年 - 内山佳子、札幌テレビ放送アナウンサー
- 1970年 - 白川悟実、お笑いタレント（テンダラー）
- 1970年 - ミシェル・トゥームス、シンガー・ソングライター、ピアニスト
- 1971年 - アレクセイ・ティホノフ、フィギュアスケート選手
- 1971年 - 吉田メタル、俳優、ミュージシャン
- 1972年 - 古内東子、シンガーソングライター
- 1972年 - トニ・コレット、女優
- 1972年 - 矢薙直樹、声優
- 1973年 - 中嶋潤一郎、ジャグラー
- 1973年 - アイシュワリヤー・ラーイ・バッチャン、女優、モデル
- 1973年 - 上野優作、サッカー選手
- 1973年 - 李小双、元体操選手
- 1974年 - 高島宗一郎、政治家、元アナウンサー
- 1974年 - フローラン・ダバディ、編集者、評論家
- 1974年 - ライアン・グリン、元プロ野球選手
- 1974年 - 筒井壮、元プロ野球選手
- 1975年 - 楠原千秋、ビーチバレーボール選手
- 1975年 - メーガン・ウィング、フィギュアスケート選手
- 1977年 - 池内友彦、元サッカー選手
- 1977年 - 鈴木ともこ、エッセイスト、漫画家
- 1977年 - 木川絵理子[10]、声優
- 1979年 - 榎本温子、声優
- 1979年 - 藤田太陽、元プロ野球選手
- 1979年 - ココ・クリスプ、元プロ野球選手
- 1979年 - 福井 修一、お笑いタレント (ワンワンニャンニャン)
- 1980年 - 逸木裕、小説家、推理作家
- 1980年 - 河野友軌、元プロ野球選手
- 1980年 - 永井ゆうじ、漫画家
- 1981年 - 小久保淳平、歌手
- 1981年 - 奥田絢子、歌手
- 1982年 - 全美貞、プロゴルファー
- 1983年 - 小倉優子、タレント
- 1983年 - 須藤温子、女優
- 1983年 - SoulJa、ミュージシャン
- 1983年 - スティーブ・トールソン、プロ野球選手
- 1984年 - 仁科仁美、タレント
- 1984年 - スティーブン・ボート、プロ野球選手
- 1986年 - 丸山未沙希、声優
- 1986年 - ライナー・クルーズ、プロ野球選手
- 1987年 - 張田昂、騎手
- 1987年 - アンソニー・バス、プロ野球選手
- 1988年 - 福原愛、元卓球選手

- 1988年 - 田中将大、プロ野球選手

- 1988年 - 新井章太、サッカー選手

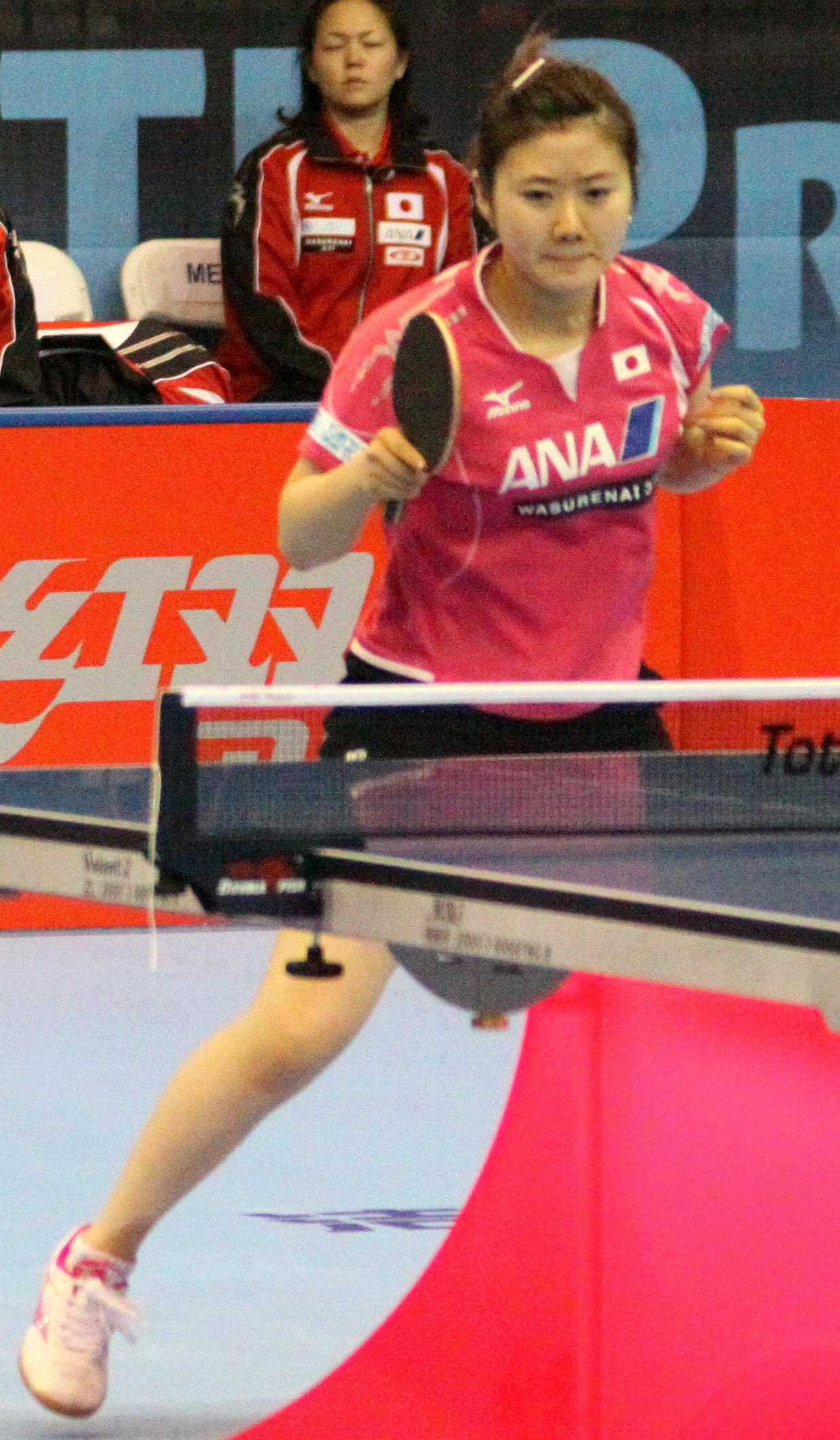
元卓球選手、福原愛(1988-)誕生

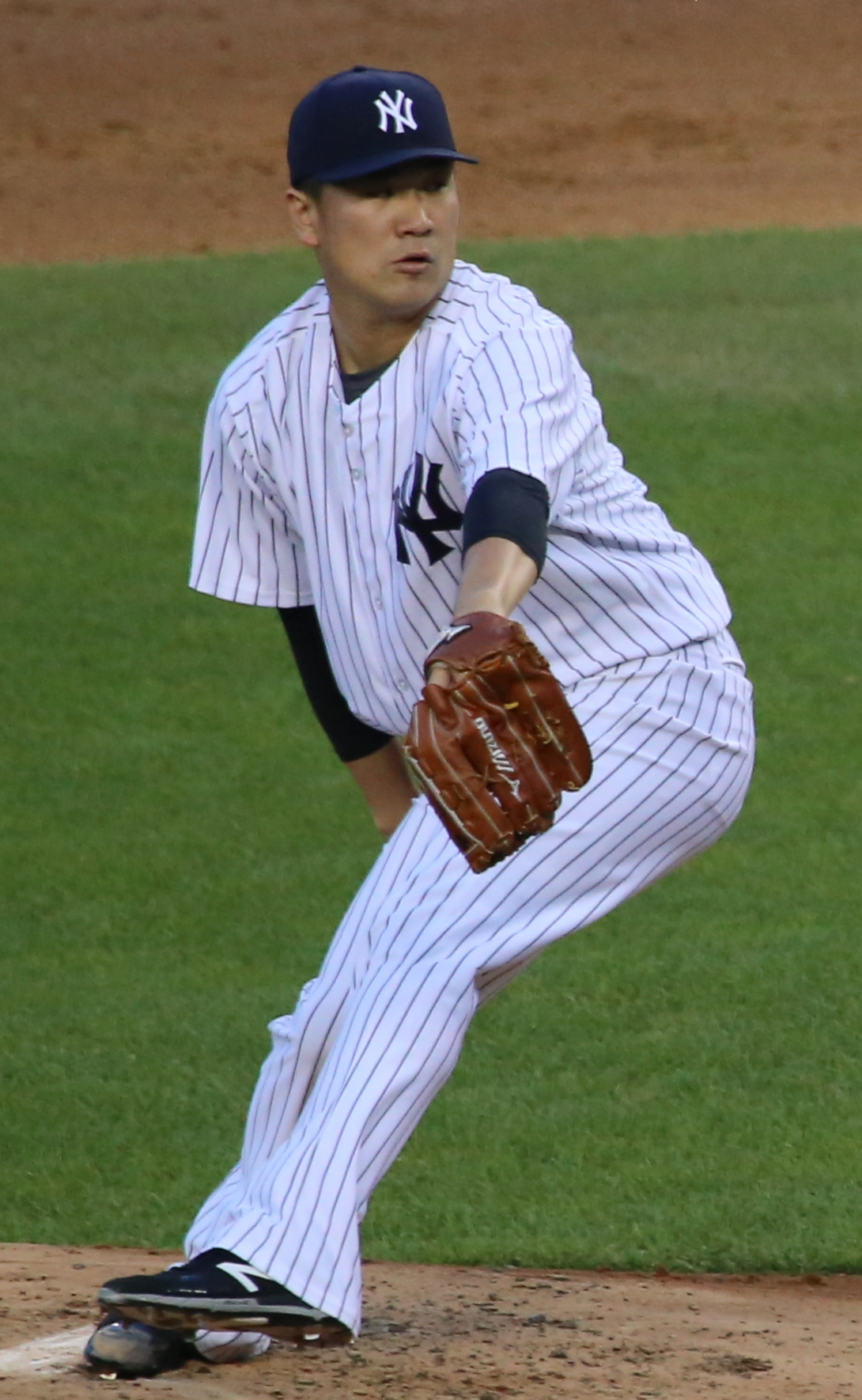
プロ野球選手、田中将大(1988-)誕生

- 1988年 - 石田政博、俳優、YouTuber
- 1989年 - 諸塚香奈実、タレント（元チャオ ベッラ チンクエッティ）
- 1989年 - 上野巴恵、柔道家
- 1989年 - 半田渚、元野球選手
- 1990年 - 杉山晃紀、元プロ野球選手
- 1990年 - 舛ノ山大晴、元大相撲力士
- 1990年 - ゆりやんレトリィバァ、お笑い芸人
- 1990年 - 杉山仁、タレント（元PrizmaX）
- 1990年 - 和田晃一良、実業家
- 1990年 - ジェフリー・モク、タレント
- 1991年 - 碇由貴子、女優
- 1991年 - 橋本汰斗、俳優
- 1991年 - 中野省吾、騎手
- 1992年 - 磯村嘉孝、プロ野球選手
- 1991年 - 青山誠、元プロ野球選手
- 1992年 - 白洲迅、俳優
- 1993年 - 伊藤大海、日本テレビアナウンサー
- 1993年 - 新井千鶴、柔道家
- 1993年 - 三方優加[11]、アイドル
- 1995年 - 百川晴香、歌手、アイドル（元全力少女R、Bety）
- 1995年 - マルガリータ・マムン、新体操選手
- 1996年 - 江野沢愛美、ファッションモデル、女優
- 1996年 - ジョンヨン、アイドル（TWICE）
- 1996年 - キム・ミンジェ、俳優
- 1996年 - リル・ピープ、ラッパー、シンガーソングライター（+ 2017年）
- 1997年 - 吉田伊吹、サッカー選手
- 1997年 - 伊澤星花、総合格闘家
- 1997年 - 浦野雄平、陸上選手
- 1998年 - 工藤あかり、女優
- 1999年 - 渡辺みり愛、女優、元歌手、元アイドル（元乃木坂46）
- 2000年 - 加藤心、アイドル（ME:I・元Cherry Bullet）
- 2000年 - imase、シンガーソングライター
- 2002年 - 鈴原希実、声優
- 2002年 - 佐藤柳之介、プロ野球選手
- 2003年 - 春日香音、女優
- 2003年 - ピンクレディ、アイドル（りんご娘）
- 2009年 - 星乃あんな、モデル
- 2009年 - 増田三莉音、アイドル（乃木坂46）
- 生年不詳 - 虎渡瑞季、声優
- 生年不詳 - 木南亜莉沙、声優
- 生年不詳 - 鈴木あやか、声優
- 生年不詳 - 増田雄市、声優
- 生年不詳 - 西田雅一、声優

## 忌日

### 人物

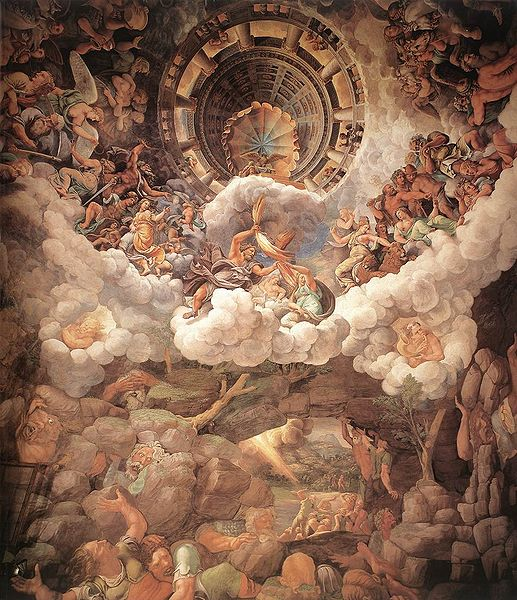
マニエリスム芸術の巨匠たる建築家にして画家、ジュリオ・ロマーノ(1499-1546)没。画像の《巨人の間壁画》(1532-35) があるパラッツォ・デル・テは設計、建築、装飾すべてを手掛けた。

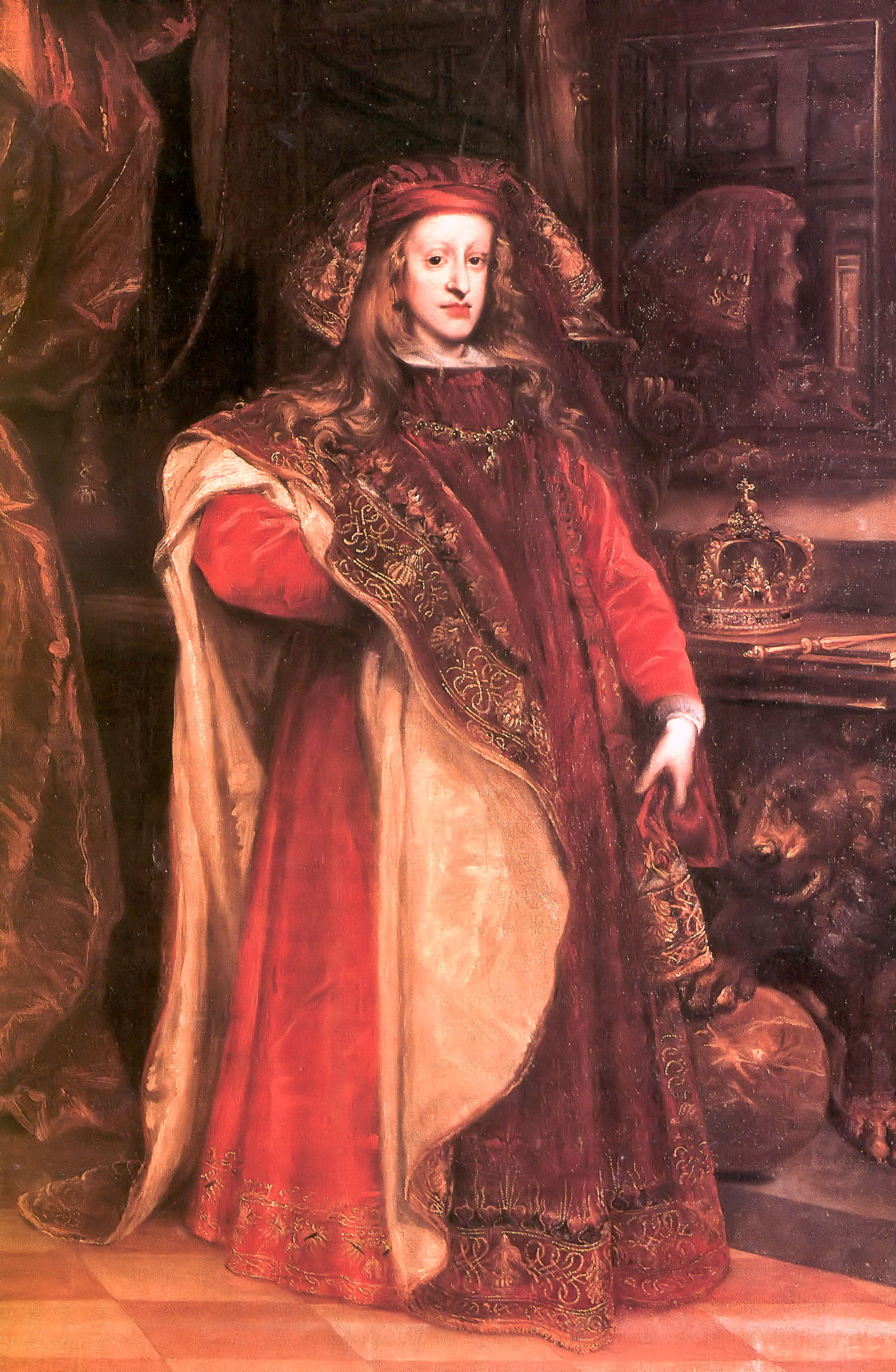
スペイン・ハプスブルク朝最後の王、カルロス2世(1661-1700)没。病弱で知的障害もあり、黄金時代の終焉を象徴した。

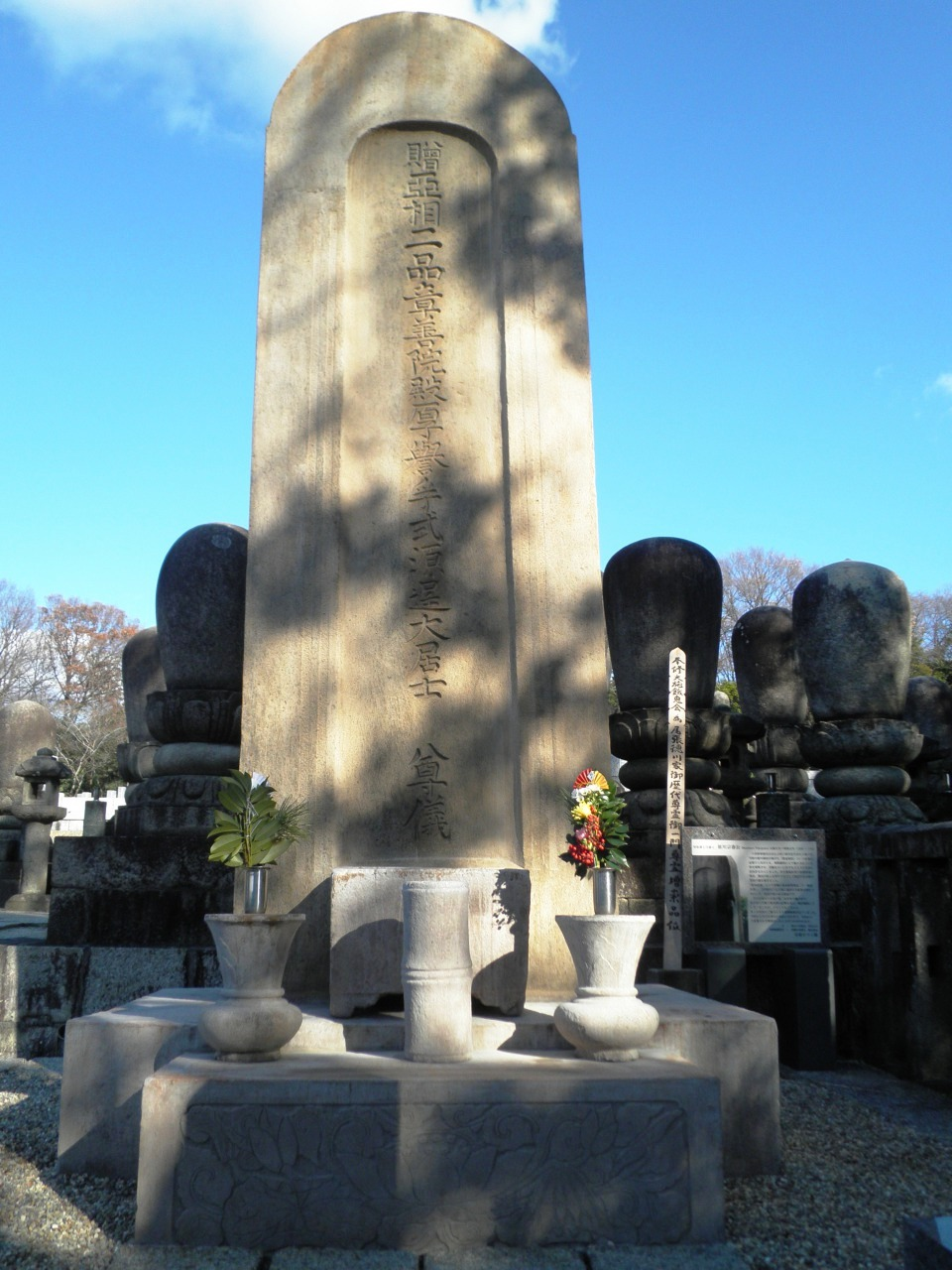
徳川吉宗に対抗して開放政策を行った第7代尾張藩主徳川宗春(1696-1764)没。画像は愛知県名古屋市千種区平和公園内の墓。

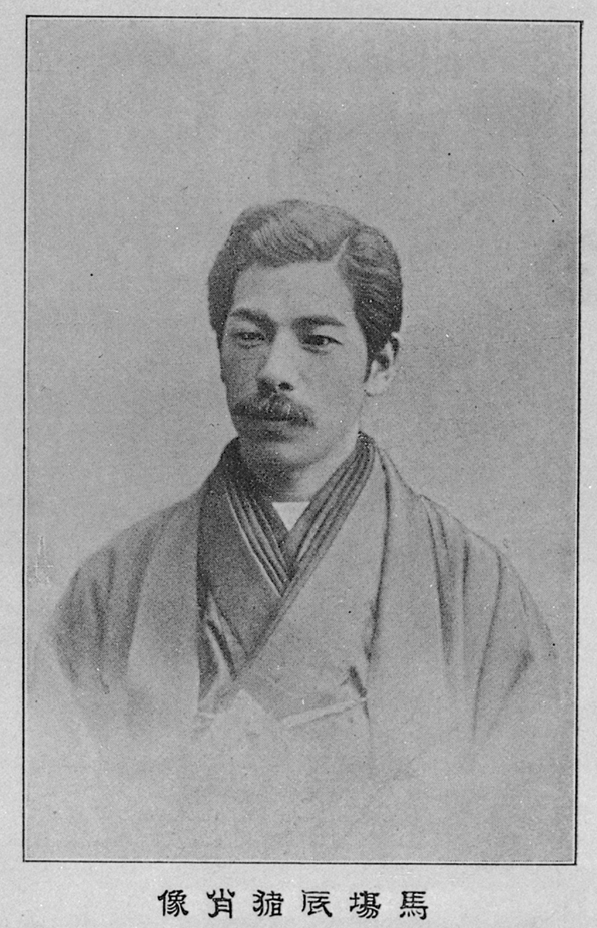
自由民権運動の論客、馬場辰猪(1850-1888)亡命先のアメリカ合衆国で客死。

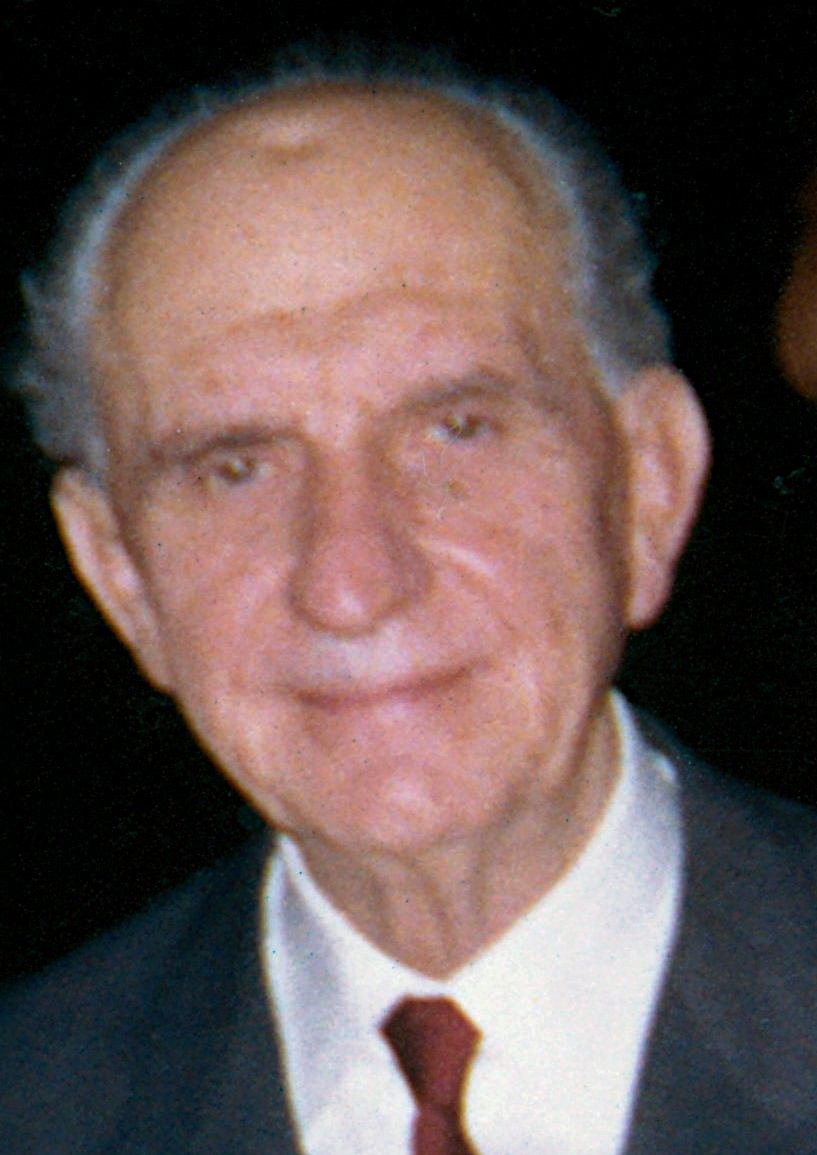
ギリシャ首相を3期務めた、ゲオルギオス・パパンドレウ(1888-1968)クーデターによって自宅軟禁中に死去。息子アンドレアス、孫のジョルゴスも首相となる。

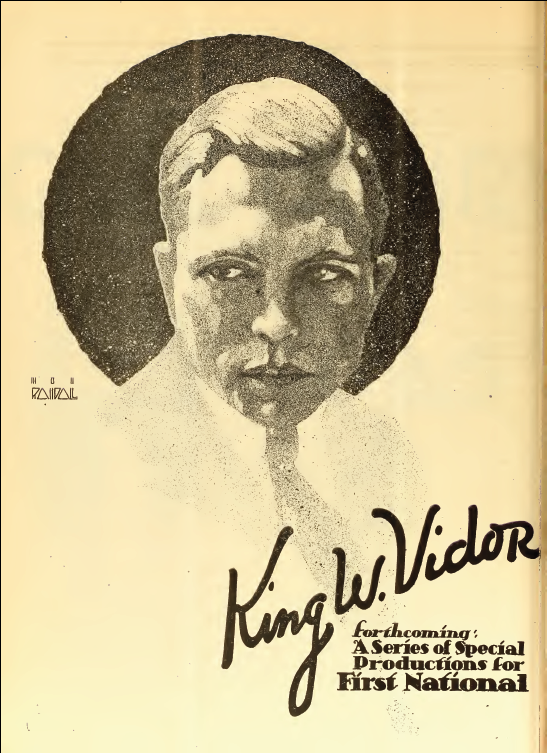
映画『戦争と平和』を手掛けたアメリカ合衆国の映画監督、キング・ヴィダー(1894-1982)没。

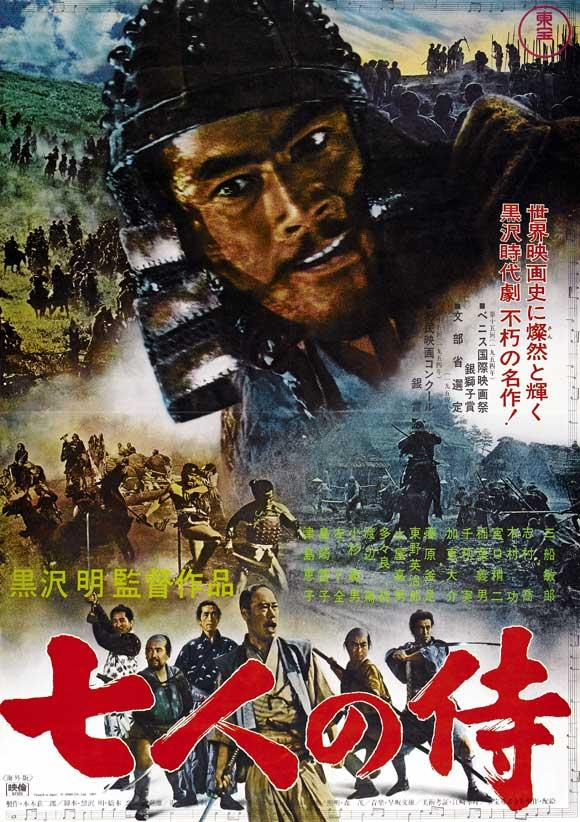
『七人の侍』林田平八役など、黒澤明作品の常連俳優、千秋実(1917-1999)没。

- 1038年 - ヘルマン1世、マイセン辺境伯（* 980年頃）
- 1187年（文治3年9月29日）- 大中臣親隆、伊勢神宮祭主（* 1105年）
- 1243年（寛元元年9月18日）- 大炊御門麗子、土御門天皇中宮（* 1185年）
- 1456年 - エドマンド・テューダー、リッチモンド伯（* 1430年）
- 1457年 - フランチェスコ・フォスカリ、ヴェネツィアのドージェ（* 1373年）
- 1463年 - ダヴィド、トレビゾンド皇帝
- 1517年（永正14年10月18日）- 鷹司政平、室町時代の公卿（* 1415年）
- 1546年 - ジュリオ・ロマーノ、画家（* 1499年?）
- 1588年 - ジャン・ドラ、人文主義者、詩人（* 1508年）
- 1606年（慶長11年10月1日）- 桑山重晴、戦国武将（* 1524年?）
- 1629年 - ヘンドリック・テル・ブルッヘン、画家（* 1588年）
- 1700年 - カルロス2世、スペイン王（* 1661年）
- 1715年（正徳5年10月6日） - 渋川春海、天文暦学者、囲碁棋士（* 1639年）
- 1723年（享保8年10月4日）- 今井似閑、国学者（* 1657年）
- 1724年（享保9年9月16日）- 松平清武、館林藩主（* 1663年）
- 1730年 - ルイージ・フェルディナンド・マルシーリ、博物学者（* 1658年）
- 1764年（明和元年10月8日）- 徳川宗春、第7代尾張藩主（* 1696年）
- 1787年（天明7年9月22日）- 九条尚実、江戸時代の公卿（* 1717年）
- 1801年（享和元年9月25日）- 尊信女王、江戸時代の皇族（* 1734年）
- 1804年 - ヨハン・フリードリヒ・グメリン、医師、博物学者、植物学者、昆虫学者（* 1748年）
- 1818年 - マリー＝ガブリエル・カペ、画家（* 1761年）
- 1823年（文政6年9月29日）- 小笠原長昌、唐津藩主（* 1796年）
- 1835年 - トーマス・テイラー（英語版）、哲学者、翻訳家（* 1758年）
- 1843年 - ユリウス・ヴィンセンツ・フォン・クロムホルツ、医師、細菌学者（* 1782年）
- 1852年 - マクシミリアン・ド・ボアルネ、ロイヒテンベルク公（* 1817年）
- 1859年（安政6年10月7日）- 飯泉喜内、土浦藩士（* 1805年）
- 1859年（安政6年10月7日）- 頼三樹三郎、儒学者（* 1825年）
- 1859年（安政6年10月7日）- 橋本左内、福井藩士（* 1834年）
- 1877年 - オリヴァー・ハザード・ペリー・スロック・モートン、第14代インディアナ州知事（* 1823年）
- 1888年 - ニコライ・プルジェヴァリスキー、地理学者（* 1839年）
- 1888年 - 馬場辰猪、自由民権運動の政論家（* 1850年）
- 1893年 - ヤン・マテイコ、画家（* 1838年）
- 1894年 - アレクサンドル3世、ロシア皇帝（* 1845年）
- 1903年 - テオドール・モムゼン、歴史家（* 1817年）
- 1907年 - アルフレッド・ジャリ、小説家（* 1873年）
- 1908年 - エドワード・ケアード、哲学者（* 1835年）
- 1910年 - 玉置半右衛門、実業家（* 1838年）
- 1914年 - クリストファー・クラドック、イギリス海軍の少将（* 1862年）
- 1916年 - 李人稙、小説家（* 1862年）
- 1919年 - 釈宗演、臨済宗の僧（* 1860年）
- 1925年 - 朴殷植、大韓民国臨時政府大統領（* 1859年）
- 1927年 - 横井時敬、農学者（* 1860年）
- 1927年 - 山田延男、放射線科学者（* 1896年）
- 1938年 - 岩佐銈、囲碁棋士（* 1878年）
- 1942年 - フーゴー・ディストラー、作曲家（* 1908年）
- 1948年 - 曾我廼家五郎、お笑い芸人（* 1877年）
- 1952年 - ディキシー・リー、女優、歌手、ダンサー（* 1909年）
- 1954年 - ジョン・レナード＝ジョーンズ、数学者、理論化学者（* 1894年）
- 1955年 - デール・カーネギー、作家（* 1888年）
- 1956年 - ピエトロ・バドリオ、政治家、イタリア首相（* 1871年）
- 1959年 - 張景恵、満洲国国務総理大臣（* 1871年）
- 1962年 - 信夫淳平、法学者（* 1871年）
- 1962年 - リカルド・ロドリゲス、F1ドライバー（* 1942年）
- 1963年 - 金田鬼一、ドイツ文学者、翻訳家、グリム童話を翻訳（* 1886年）
- 1968年 - ルドビカ・ヤコブソン、フィギュアスケート選手（* 1884年）
- 1968年 - ゲオルギオス・パパンドレウ、政治家、ギリシャ首相（* 1888年）
- 1972年 - エズラ・パウンド、詩人（* 1885年）
- 1972年 - ロバート・マッカーサー、生態学者（* 1930年）
- 1973年 - 鶴見祐輔、厚生大臣（* 1885年）
- 1974年 - 南条徳男、弁護士、政治家（* 1895年）
- 1975年 - 出井盛之、経済学博士（* 1892年）
- 1975年 - 佐藤正彰、フランス文学者（* 1905年）
- 1977年 - 加藤まさを、画家、詩人、小説家（* 1897年）
- 1977年 - 大谷藤子、小説家（* 1901年）
- 1979年 - 堀切善次郎、内務大臣（* 1884年）
- 1979年 - マミー・アイゼンハワー、ドワイト・D・アイゼンハワー第34代アメリカ合衆国大統領の妻（* 1896年）
- 1980年 - 林謙一、随筆家（* 1906年）
- 1980年 - 金森馨、舞台美術家（* 1933年）
- 1981年 - 長谷部忠、ジャーナリスト、元朝日新聞社社長（* 1901年）
- 1982年 - キング・ヴィダー、映画監督（* 1894年）
- 1982年 - 桜井純、物理学者（* 1933年）
- 1983年 - アントニー・ヴァン・ホーボーケン、音楽学者（* 1887年）
- 1983年 - 北島正元、歴史学者（* 1912年）
- 1984年 - マルセル・モイーズ、フルート奏者（* 1889年）
- 1985年 - リュシアン・ミシャール、自転車競技選手（* 1903年）
- 1985年 - 大内山平吉、大相撲力士（* 1926年）
- 1991年 - デニス・ベネット、キリスト教カリスマ運動指導者（* 1917年）
- 1992年 - カール・ドイッチュ、政治学者（* 1912年）
- 1993年 - セベロ・オチョア、生化学者（* 1905年）
- 1994年 - 高原滋夫、医学者（* 1908年）
- 1995年 - エリカ・モリーニ、ヴァイオリニスト（* 1904年）
- 1996年 - ジュニウス・リチャード・ジャヤワルダナ、政治家、スリランカ第2代大統領（* 1906年）
- 1997年 - 小坂一也、俳優、歌手（* 1935年）
- 1998年 - 茶木滋、作詞家、薬剤師（* 1910年）
- 1999年 - 千秋実、俳優（* 1917年）
- 1999年 - ウォルター・ペイトン、アメリカンフットボール選手（* 1954年）
- 2000年 - スティーヴン・ランシマン、歴史家（* 1903年）
- 2003年 - ジョージ川口、ジャズドラマー（* 1927年）
- 2003年 - 吉村大志郎（ネルソン吉村）、サッカー選手、指導者（* 1947年）
- 2003年 - 吉田治美、アナウンサー、タレント（* 1950年）
- 2003年 - 清水敏孝、俳優、声優（* 1968年）
- 2004年 - 白井浩司、仏文学者（* 1917年）
- 2005年 - 虎島和夫、政治家、防衛庁長官（* 1928年）
- 2006年 - レオン・ヘンキン、論理学者（* 1921年）
- 2006年 - シルヴィオ・ヴァルヴィーゾ、指揮者（* 1924年）
- 2006年 - ウィリアム・スタイロン、小説家（* 1925年）
- 2006年 - ウラカン・ラミレス、プロレスラー（* 1926年）
- 2006年 - 牧田清、写真家（* 1952年）
- 2006年 - 永沢光雄、ノンフィクション作家（* 1959年）
- 2006年 - エイドリアン・シェリー、女優（* 1966年）
- 2007年 - ポール・ティベッツ、アメリカ空軍退役准将（* 1915年）
- 2007年 - 後藤喜八郎、武蔵野市第2代市長（* 1920年）
- 2008年 - ジャック・ピカール、海洋学者（* 1922年）
- 2008年 - イマ・スマック、ソプラノ歌手（* 1922年）
- 2008年 - 土屋浩子、歌人（* 1941年）
- 2008年 - 林田賢太、映画監督（* 1976年）
- 2009年 - アルダ・メリーニ、詩人（* 1931年）
- 2010年 - 福本邦雄、実業家、画商、政治活動家、近畿放送（現京都放送）元社長（* 1927年)
- 2010年 - 津田京子、女優（* 1948年)
- 2010年 - 荒木勉[12]、神経病態学者、徳島大学大学院教授（* 1951年)
- 2011年 - ロバート・スカラピーノ、政治学者、カリフォルニア大学バークレー校名誉教授（* 1919年）
- 2011年 - 石堂淑朗、脚本家、映画評論家（* 1932年）
- 2011年 - 伊原寛[13]、人形操演家、人形操りニューマリオネット創立者（* 1935年）
- 2011年 - 嵯峨健四郎、プロ野球選手（* 1937年）
- 2012年 - 陳祖徳、囲碁棋士、元中国棋院院長、元中国囲棋協会主席、中国国際象棋協会主席、中国象棋協会主席（* 1944年）
- 2012年 - ブラッド・アームストロング、元プロレスラー（* 1961年）
- 2012年 - ミッチ・ラッカー、歌手（スーサイド・サイレンス）（* 1984年）
- 2013年 - 前田庸、商法学者、学習院大学名誉教授（* 1920年）
- 2013年 - 阿部龍蔵、物理学者、東京大学名誉教授（* 1930年）
- 2013年 - ハキームッラー・マフスード、パキスタン・ターリバーン運動指導者（* 1979年）
- 2014年 - 田村元、政治家、第66代衆議院議長（* 1924年）
- 2014年 - 藤山覚一郎、実業家、元大日本製糖社長、元ホテルニュージャパン社長（* 1928年）
- 2014年 - 中馬清福、ジャーナリスト、元朝日新聞社専務、元信濃毎日新聞社主筆（* 1935年）
- 2014年 - トム・スネドン、検察官（* 1941年）
- 2014年 - 弥永和子、声優（* 1947年）
- 2015年 - 深江章喜、俳優（* 1926年）
- 2015年 - ギュンター・シャボフスキー、ドイツ社会主義統一党政治局員（* 1929年）
- 2015年 - フレッド・トンプソン、俳優、元アメリカ上院議員（* 1942年）
- 2015年 - 目黒士門、フランス語学者、フランス文学者（* 1933年）
- 2016年 - 片岡真太郎、洋画家（* 1926年）
- 2016年 - 二上達也、将棋棋士、元棋聖、日本将棋連盟元会長（* 1932年）
- 2018年 - 深山計、フリーアナウンサー、元中国放送・ニッポン放送アナウンサー（* 1954年）
- 2019年 - 鴈龍、俳優（* 1964年）
- 2020年 - キャロル・アーサー、女優（* 1935年）
- 2020年 - ニコライ・マクシュータ、政治家、元ロシアヴォルゴグラード州知事（* 1947年）
- 2021年 - アーロン・ベック、医学者、精神科医（* 1921年）
- 2021年 - 中原伸之、実業家（* 1934年）
- 2021年 - パット・マルティーノ、ジャズギタリスト、作曲家（* 1944年）
- 2022年 - 普久原恒勇、作曲家、音楽プロデューサー（* 1932年）
- 2022年 - 杉本信夫、作曲家（* 1934年）
- 2022年 - ウィルソン・キプルグト、陸上選手（* 1938年）
- 2022年 - マックス・メイビン、マジシャン、メンタリスト（* 1950年）
- 2022年 - 陸樹銘、俳優（* 1956年）
- 2023年 - 奥田拓道、医学者（* 1936年）
- 2023年 - ボブ・ナイト、カレッジバスケットボール指導者（* 1940年）
- 2024年 - 二代目米川文子、生田流箏曲家（* 1926年）
- 2024年 - 上村淳之、日本画家（* 1933年）
- 2024年 - 西尾幹二、ドイツ文学者、電気通信大学名誉教授、新しい歴史教科書をつくる会初代会長（* 1935年）

### 人物以外（動物など）
- 1947年 - マンノウォー、競走馬（* 1917年）
- 1998年 - サイレンススズカ、競走馬（* 1994年）

## 記念日・年中行事
- 諸聖人の日・万聖節（カトリック）
全ての聖人と殉教者を記念する日。
- 全聖徒の日（一部のプロテスタント）
全ての聖徒（万人祭司の立場から死者生者を問わず記念する日。）
- 死者の日 (メキシコ)
ラテンアメリカ諸国における祝日
- 独立記念日（ アンティグア・バーブーダ）
1981年のこの日、アンティグア・バーブーダがイギリスから独立した。
- 革命記念日（ アルジェリア）
1954年のアルジェリア戦争（アルジェリア独立戦争）開戦を記念。
- 世界ヴィーガン・デー（英語版）
ヴィーガン（純粋菜食者）の記念日。
- 計量記念日（ 日本）
1993年（平成5年）11月1日に現行の計量法が施行されたことから、当時の主管官庁である通商産業省が制定。それまでは旧計量法が施行された6月7日が計量記念日だった。
- 灯台記念日（ 日本）
明治元年11月1日（1868年）に、日本初の洋式灯台である観音埼灯台が起工されたことに由来。1949年に海上保安庁が制定。
- 自衛隊記念日（ 日本）
1966年に制定。実際の創立年月日は1954年7月1日であるが、7月から10月は災害での出動が予想され、記念行事等を行うのに都合が悪いため、天候が安定する11月1日を記念日とした。
- 古典の日（ 日本）
2012年に法制化。源氏物語の存在が「紫式部日記」1008年（寛弘5年）11月1日の記述で確認できることに由来。源氏物語千年紀を記念して始まった[14]。
- 点字の日（ 日本）
1890年のこの日、日本語用の点字として東京盲啞学校教諭石川倉次の点字案が正式に採用されたことを記念。
- 犬の日（ 日本）
犬の鳴き声「ワンワンワン」の語呂合せ。ペットフード工業会（現 ペットフード協会）など6団体が1987年に制定。
- 寿司の日（ 日本）
全国すし商環境衛生同業組合連合会が1961年に制定。新米の季節であり、ネタになる海や山の幸が美味しい時期であることから。
- 紅茶の日（ 日本）
寛政3年11月1日（1791年）に、暴風雨のためロシアに漂着していた大黒屋光太夫がロシア皇帝エカチェリーナ2世の茶会に招かれ、日本人として初めて、外国での正式の茶会で紅茶を飲んだ最初の人として、この日が定められたことに由来。日本紅茶協会が1983年に制定。
- 本格焼酎の日（ 日本）
1987年9月に九州で開かれた本格焼酎業者の会議の場で制定され、日本酒造組合中央会が実施。その年に8～9月ごろから仕込まれた焼酎の新酒が飲めるようになるのが11月1日ごろであることから。
- 泡盛の日（ 日本）
沖縄県酒造組合連合会が1989年に制定。11月から泡盛製造の最盛期に入り、泡盛の美味しい季節となることから。
- 家具の日（ 日本）
- 友の日（ 日本）
サンリオが制定。同社創業者・辻信太郎が『いちご新聞』紙上で提案。ハローキティの誕生日に由来する[15]。
- カーペットの日（ 日本）
日本カーペット工業組合が1974年に制定。1956年のこの日、昭和天皇がカーペット工場を視察（住江織物・住吉工場）されたことを記念する[16]。
- 教育の日（ 日本）
いくつかの都道府県が11月1日を「教育の日」、または11月1日からの1週間を「教育週間」としている。北海道教育の日（北海道）・あきた教育の日（秋田県）・いわて教育の日（岩手県）・みやぎ教育の日（宮城県）・ふくしま教育の日（福島県）・いばらき教育の日（茨城県）・ぐんま教育の日（群馬県）・彩の国教育の日（埼玉県）・いしかわ教育の日（石川県）・滋賀教育の日（滋賀県）・奈良県教育の日（奈良県）・おかやま教育週間（岡山県）・ひろしま教育週間（広島県）・しまね教育の日（島根県）・えひめ教育の日（愛媛県）・とくしま教育の日（徳島県）・おおいた教育の日（大分県）・くまもと教育の日（熊本県）
- ウェザーリポーターの日（ 日本）
気象情報会社ウェザーニューズが行っている、全国の協力者（ウェザーリポーター）から現在の天気・雲の様子や自然現象、季節の風景などを投稿してもらう取り組み『ウェザーリポート』が開始された2005年11月1日から2014年で9周年をむかえるにあたり、日々の報告活動に励まれている全国のリポーターに感謝の意を表し、その功績を顕彰する日として、2014年に日本記念日協会からの認定を受け、同年10月24日の同社が運営する気象情報番組「SOLiVE24」で発表。その当日には記念日登録証授与式も番組内で中継された。
- 警備の日（ 日本）
全国警備業協会が2015年に制定。警備業法が1972年11月1日に施行されたことから。
- いい医療の日（ 日本）
日本医師会が2017年に制定。「いい（11）医（1）療」の語呂合わせから。
- 生命保険の月（ 日本、11月30日まで）
生命保険協会が1947年に制定。
- 教育・文化週間（ 日本、11月7日まで）
1959年9月の閣議決定により制定。11月3日の文化の日の前後1週間。
- ダーツの日 (  日本)
エレクトロニックダーツマシンの開発・販売、ダーツ大会の企画・運営などを手がける株式会社ダーツライブが制定。  日付はダーツは3本の矢を1セットとして的に投げるスポーツであり、3本目がとても重要なことから数字の「1」を矢に見立てて「1」が3つ並ぶ11月1日としたもの。  スポーツ競技としてのダーツの存在と素晴らしさをより多くの人に知ってもらうとともに、ダーツに関わる人々の力を一つにすることが目的。記念日は2020年（令和2年）に一般社団法人・日本記念日協会により認定・登録された[17]。